# Filet (botanique)

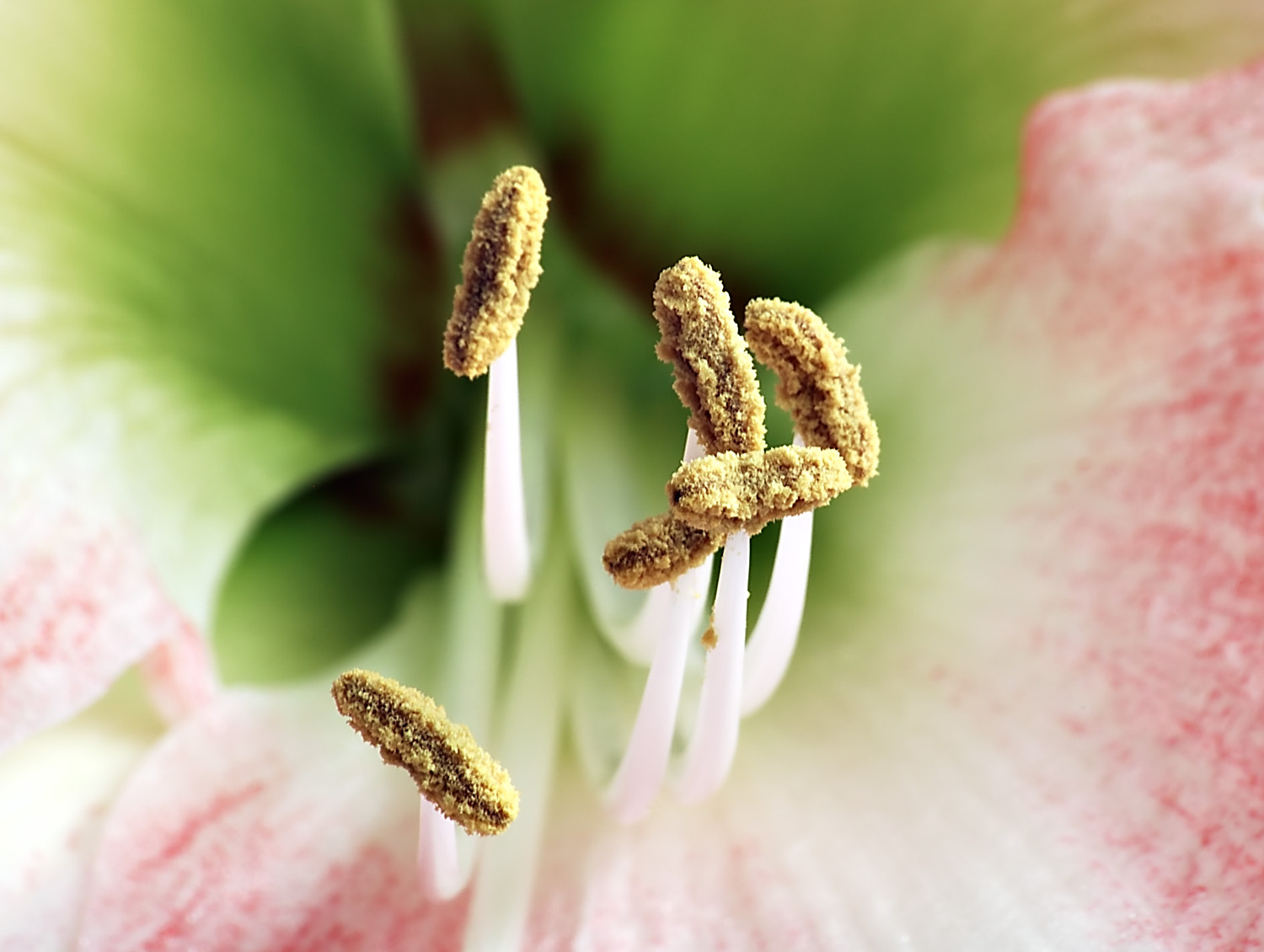
Étamines d'une Amaryllis. On distingue les filets blancs.

En botanique, le filet est le nom donné à l'élément généralement fin constituant une des composantes de l'étamine.
À l'extrémité du filet, on trouve l'anthère, ou partie supérieure épaissie, creusée à l'intérieur. Cette anthère contient une matière formée d'une multitude de petits grains sous forme de poussière, et constituant le pollen. 